# 4исла
«4и́сла» (англ. Numb3rs; 2005—2010) — детективный телевизионный сериал, созданный Николасом Фалаччи и Шерил Хьютон. Исполнительными продюсерами выступили братья Тони и Ридли Скотт.
18 мая 2010 года CBS закрыл сериал.

## Сюжет
Действие разворачивается в Лос-Анджелесе. В центре сюжета — агент ФБР Дон Эппс и его брат, гениальный математик Чарли. Обычно серия начинается с преступления, которое расследует команда агентов ФБР под руководством Дона. Затем к делу подключается Чарли, с помощью новейших математических методов помогающий вычислить преступника. Начало каждой серии сопровождается словами:

Каждый день мы используем числа, чтобы прогнозировать погоду, определять время, считать деньги… С помощью математики мы можем анализировать преступления, выявлять закономерности, предсказывать поведение… Используя числа, мы можем решить величайшие загадки.

## В ролях
- Дэвид Крамхолц — Чарли Эппс, математический гений, профессор вымышленного Калифорнийского научного института (California Institute of Science, или CalSci), консультант ФБР и АНБ.
- Роб Морроу — Дон Эппс, ведущий агент ФБР, старший брат Чарли.
- Питер Макникол — Ларри Флейнхард, физик-теоретик и космолог, лучший друг (а в прошлом наставник) Чарли, также часто консультирует ФБР.
- Джадд Хирш — Алан Эппс, отец Дона и Чарли, вдовец, живёт в доме, меблированном в стиле движения искусств и ремёсел викторианской эпохи.
- Нави Рават — Амита Рамануджан (персонаж назван в честь индийского математика Сринивасы Рамануджана), аспирант-математик в CalSci, подруга Чарли, впоследствии его жена.
- Дайан Фарр — Мэган Ривз, сотрудница ФБР, психолог, специалист по поведенческому анализу, в прошлом имевшая романтические отношения с Ларри. Ушла из ФБР, чтобы стать адвокатом проблемных молодых женщин.
- Алими Баллард — Дэвид Синклер, агент ФБР.
- Сабрина Ллойд — Терри Лейк, агент ФБР
- Дилан Бруно — Колби Грейнджер, агент ФБР.
- Джош Гад — Рой Макгилл.
- Лу Даймонд Филлипс — Йэн Эджертон.
- Софина Браун — Никки Бетанкур, агент ФБР, заменила Мэган после её ухода. Имеет юридическое образование. Четыре года проработала в полиции Лос-Анджелеса.

## Создание и телепоказ
Идея сериала появилась у Фалаччи и Хьютон в конце 1990-х, когда они посетили лекции инженера, телеведущего и популяризатора науки Билла Ная.
Первоначальным местом действия должен был стать Массачусетский технологический институт, но потом он был заменён на вымышленный Калифорнийский научный институт. Сцены, в которых действие происходит в этом институте, снимались в Калифорнийском технологическом институте (Калтех) и Университете Южной Калифорнии. Консультант сериала — сотрудник Калтеха Гэри Лорден.
Первую серию, показанную 23 января 2005 года, посмотрели 25 миллионов зрителей. Всего вышло шесть сезонов.
| Сезон | Вещание       | Премьера         | Конец         | Серий | Телесезон | Ранг | Зрителей (в миллионах) |
| ----- | ------------- | ---------------- | ------------- | ----- | --------- | ---- | ---------------------- |
| 1     | Пятница 22:00 | 23 января 2005   | 13 мая 2005   | 13    | 2004-2005 | #36  | 10,77                  |
| 2     | Пятница 22:00 | 23 сентября 2005 | 19 мая 2006   | 24    | 2005-2006 | #32  | 11,62                  |
| 3     | Пятница 22:00 | 22 сентября 2006 | 18 мая 2007   | 24    | 2006-2007 | #38  | 10,5                   |
| 4     | Пятница 22:00 | 28 сентября 2007 | 16 мая 2008   | 18    | 2007-2008 | #55  | 9,14                   |
| 5     | Пятница 22:00 | 3 октября 2008   | 15 мая 2009   | 23    | 2008-2009 | #37  | 10,29                  |
| 6     | Пятница 22:00 | 25 сентября 2009 | 12 марта 2010 | 16    | 2009-2010 | #46  | 8,45                   |

В России сериал показывали по каналу «ТВ-3», а затем по каналу «Universal».

## Общественный резонанс
Популярность сериала обратила на себя внимание научного сообщества США. В 2006 году прошёл симпозиум Ассоциации содействия развитию науки, посвящённый сериалу. Американский Национальный совет преподавателей математики совместно с компанией Texas Instruments разработал образовательную программу для школьников «Мы все используем математику каждый день», основанную на сюжетах сериала.

## Премии и номинации
Создатели сериала Николас Фалаччи и Шерил Хьютон были награждены премией Карла Сагана, которая вручается исследователям, преподавателям и популяризаторам науки (2006), и премией Национального научного фонда США (2007). Постановщик трюков Джим Викерс номинировался на премию Эмми в 2006 году за 14 серию второго сезона «Harvest».